# Hochplatte
Pour le sommet des Karwendel, voir Hochplatte (Karwendel).
Le Hochplatte est un sommet des Alpes, à 2 082 m d'altitude, dans les Alpes d'Ammergau, en Allemagne (Bavière).